# Église de la Sainte-Famille (Kaliningrad)
L'église de la Sainte-Famille est une église néo-gothique de briques, située dans l'ancien quartier d'Haberberg de ce qui était alors Königsberg, renommée en 1945 Kaliningrad (fédération de Russie).

## Histoire
L'église de la Sainte-Famille a été construite par Friedrich Heitmann (de) entre 1904 et 1907 pour la communauté catholique de ce quartier près de la Pregel. La paroisse était composée d'immigrés venus d'autres régions catholiques de l'Empire allemand ou de Lituanie.
Elle n'a pas été détruite pendant les combats de la Seconde Guerre mondiale et a servi ensuite d'hôpital militaire, lorsque les Soviétiques ont pris la ville et évacué tous ses habitants, qui étaient allemands. L'église a servi ensuite d'entrepôt d'engrais et a été restaurée en 1980 pour être utilisée comme salle de concert de l'orchestre philharmonique de Kaliningrad. On y a installé un nouvel orgue fort réputé désormais de 44 jeux et 3 600 tuyaux.
On a réinstallé la cloche de Kreuzkirche dans le clocher.
L'église a été rendue à la communauté catholique en 1992.

## Galerie de photos

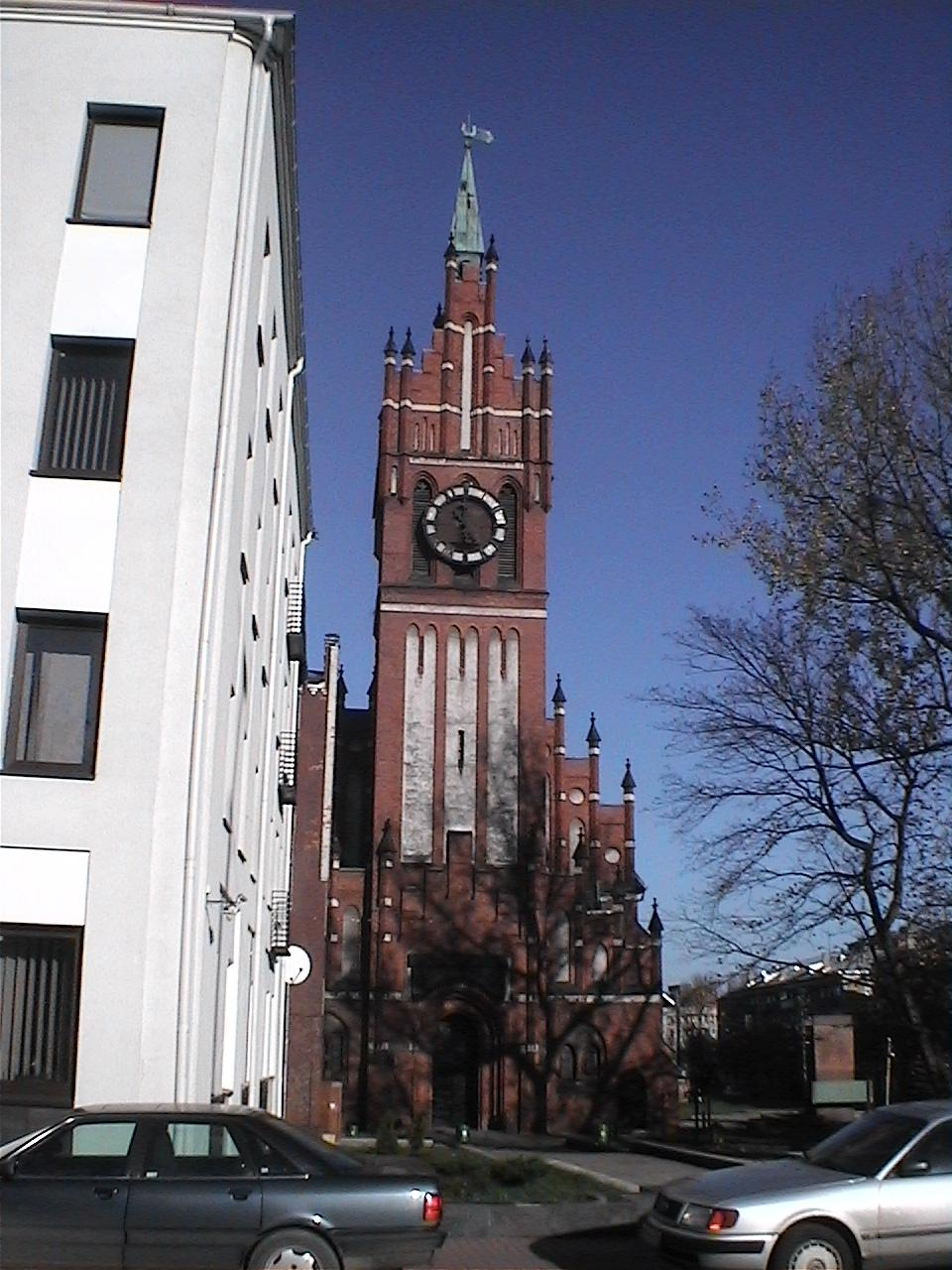
Vue actuelle de l'église à Kaliningrad
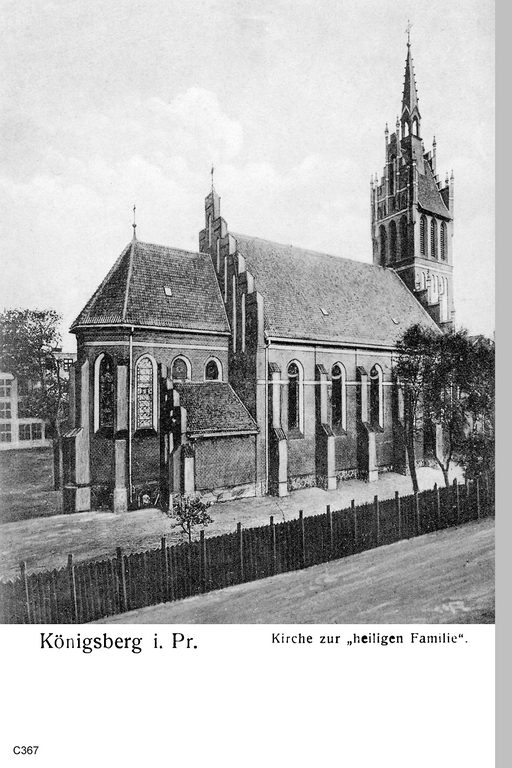
L'église de Königsberg
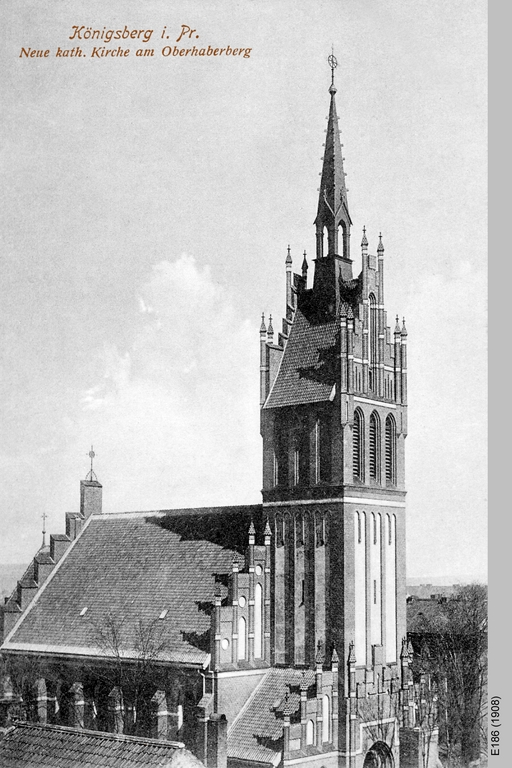
A Königsberg
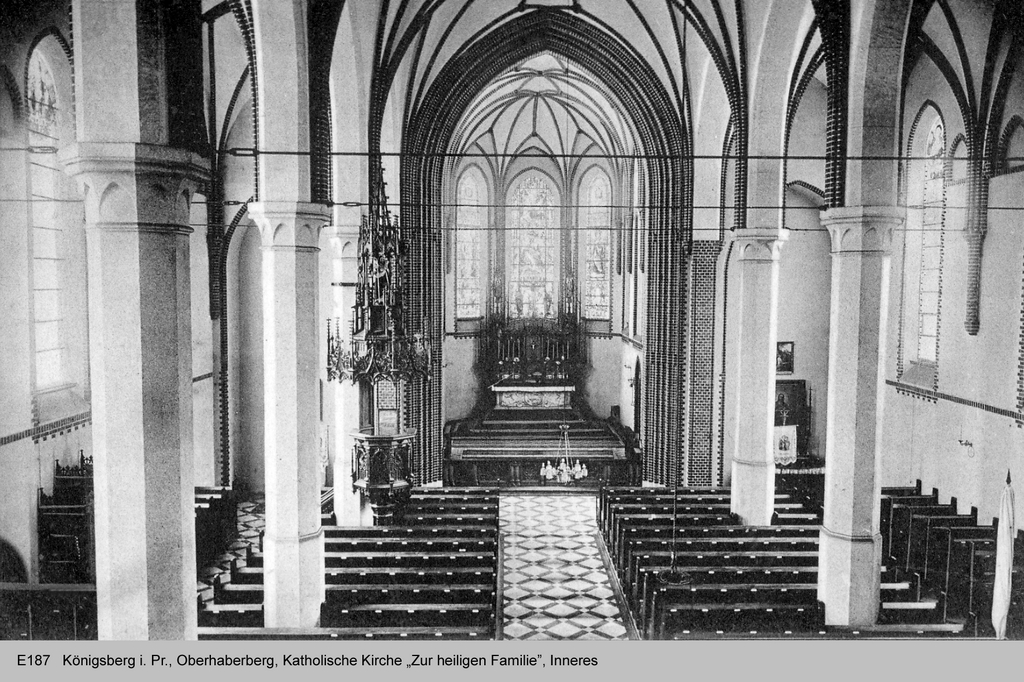
La chaire
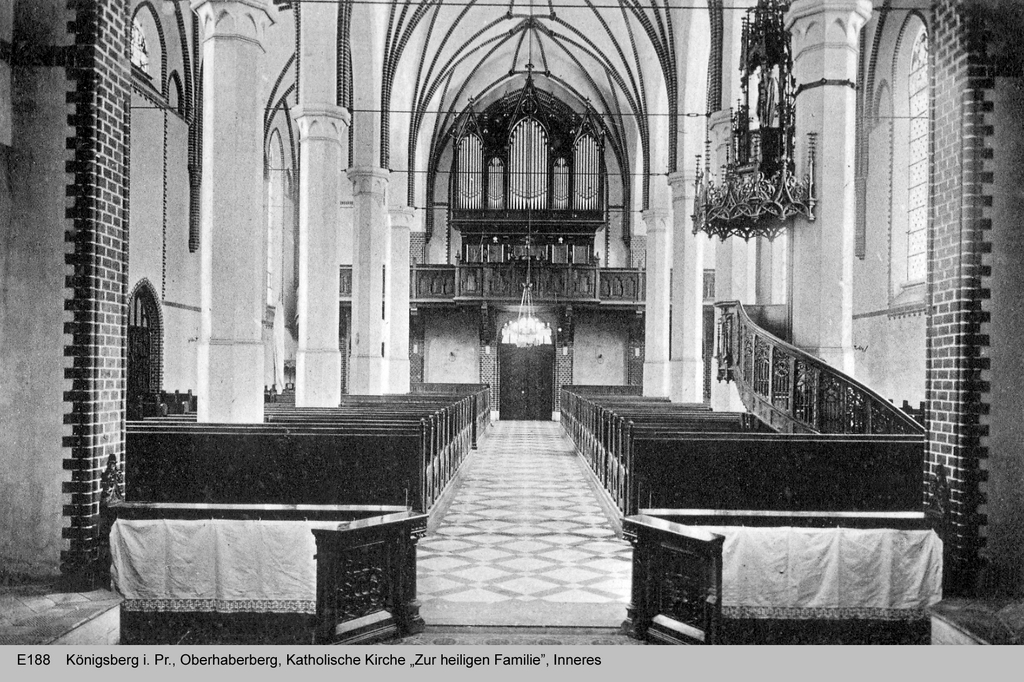
Vue intérieure de l'église
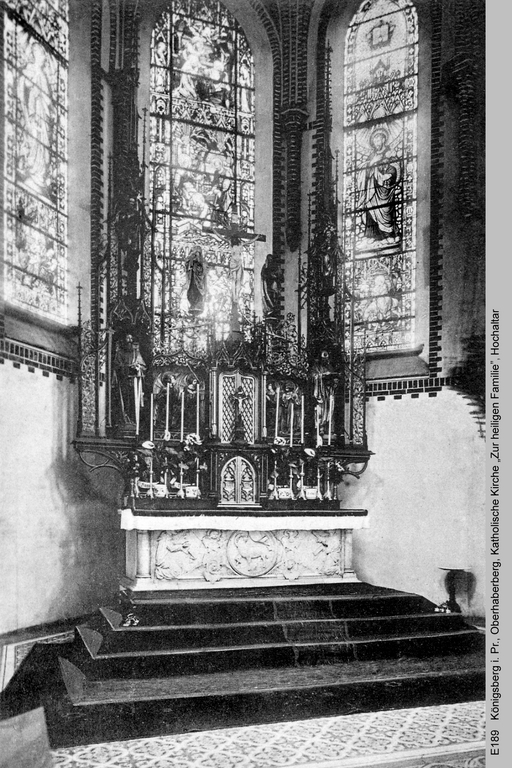
Intérieur de l'église